# 青春×機關鎗
《青春×機關鎗》（日语：青春×機関銃）是NAOE創作的日本漫畫作品。在《月刊GFantasy》（史克威尔艾尼克斯）2013年2月号開始連載。
單行本第6集發售後於2015年2月公佈電視動畫化。

## 故事介紹
從某事件開始，半強制的開始玩生存遊戲的女子高中生——立花螢。
主角立花螢上高中後獨自生活搬入了公寓月城莊，住在了202室。可是當她進入公寓時，卻有一個外貌打扮言語輕浮的男人在她的公寓門口，原來他是住在隔壁203室的松岡正宗，職業為牛郎。
在自己的好友鼎告知為一個牛郎花完了自己全部的積蓄後，憤怒的立花闖入了牛郎店，尋找騙了自己好友的牛郎，但想不到那個牛郎居然是住在隔壁的松岡。一氣之下的立花想出手教訓，但被松岡提議以另外一種方式決一勝負「用槍來決勝負如何，如果你輸了，你就要成為我的所有物。」立花該如何應對。青春洋溢的高中生活被突來的意外打斷，這是一個生存遊戲……

## 登場人物

### TOY☆GUN GUN
立花螢（聲：小松未可子）
身高：170cm、體重：55kg、生日：4月1日、星座：白羊座、血型：A型、配槍：H&K G3 SAS HC（短機關槍）
被松岡勸說而開始玩生存遊戲的高校生。第一人稱為「立花」，身為學生會長，又愛好正義的武鬥派等，極度厭惡罪惡加上又身著男生制服，被周圍的人認為是男的，實際上是女孩子，也同時為了TOY☆GUN GUN不讓女性加入這則規定而困擾。在面對罪惡時會露出猙獰的表情，身體能力過人是松岡找他加入團隊的原因之一，但是命中率極低。沒有取名的天分。
在漫畫第37話中，在春樹和綠的作證下，成功表明自己是女生。在漫畫第39話中，螢的母親出現了，螢的母親是一位警察，看來螢過人的體能和正義感是遺傳自他的母親，但是長相是和父親相似。名字是從「立花宗茂」來的。
松岡正宗（聲：前野智昭）
身高：180cm、體重：70kg、生日：12月24日、星座：魔羯座、血型：O型、配槍：沙漠之鷹（手槍）
將立花拉入生存遊戲的牛郎。立花、雪村所屬隊伍TOY☆GUN GUN的領隊，很沒有取名字的天份。身為牛郎，為了招待客人而練就了十分厲害的察言觀色技巧以及動態視力。目標是在日本的生存遊戲大會TGC（トップ・ガン・コンバット）上獲得優勝。因為某些原因而不讓女性入隊。初中時，母親因為還債而離家工作，將松岡留在親戚家。在高中時，為了減輕母親和親戚的負擔，而每天打工。後來見到母親時，發現她已有自己的家庭，而失去活著的意義，後來綠讓他加入了生存遊戲並安慰了他，也讓他認識了生存遊戲。對立花有好感。
在漫畫第17話中，立花螢向他說過自己是女性卻還是不相信，使立花螢感到憤怒。漫畫中透露本來跟綠永將同一個生存遊戲隊伍，後因不明原因而解散，非常崇拜綠永將，第29話透露還想再和他一起玩生存遊戲。動畫第12集:世界上有兩種人，拋棄別人的人與被拋棄的人，至今為止我已經好幾次，看著離我而去的人的背影。也許只要伸手就能觸及的到，但因為害怕被甩開，只能看著越來越小的背影遠去。在漫畫第37話中，知道了立花是女生。名字是從「伊達政宗」來的。
雪村透（聲：松岡禎丞）
身高：173cm、體重：54kg、生日：8月14日、星座：獅子座、血型：AB型、配槍：德拉古諾夫（狙擊槍）
憧憬松岡的專畫SM的變態漫畫家（我妹猛禽類）雖然時而抖Ｍ時而抖Ｓ，但時上是個溫柔的人，非常關心TOY☆GUN GUN的成員。常常拿工口書和工口遊戲给立花，讓立花很不好意思。學生時期被朋友們拋棄所以只信任向他伸出援手的松岡，甚至在立花一開始加入隊伍的時候非常討厭對方，但受到立花的信任而受到感動，但最後遞上自己的漫畫以示和解。因為綠永將拋棄了松岡的緣故，十分討厭他。在隊伍中擔任狙擊手，身體能力似乎不怎麼好。
在漫畫第37話中，知道了立花是女生。名字是從「真田幸村」來的。
細川春樹
身高：174cm、體重：57kg、生日：3月3日、星座：雙魚座、血型：B型、槍支：搭載M320A1榴彈發射器的SCAR HEAVY
在立花加入之前，原屬於玩具☆槍槍。之前參加TGC與星白對戰後輸的體無完膚為原因，從隊伍中離去。在那時對想留下他的松岡很粗暴的說了「因為你的關係，最討厭生存遊戲了呢」。其實一直在特訓，想找機會與松岡和解，但卻被後來的立花搶先加入，而有些懷恨在心，在發現立花是女生之後拿來當作使喚她的籌碼，最後由立花解除三人的心結而回歸隊伍。個性非常悲觀，在漫畫中立花表示和他非常合不來。談到槍的種類時就會滔滔不絕，非常投入。出生在有錢人家，父親是醫生，從小對春樹的期望很高，也很嚴厲。對於全部都很傑出的雙胞胎弟弟:春花非常苦手，常認為春花的安慰是種「嘲笑」，會離開隊伍其實是春花的原因。後來再次被春花所打敗，因此希望能回玩具☆槍槍。名字是從「細川忠興」來的。

### 星白
綠永將（聲：興津和幸）
身高：175cm、體重：62kg、生日：2月29日、星座：雙魚座、血型：B型、配槍：温彻斯特M1887（槓桿式連發散彈槍）
隊伍「星白」的隊長，平時是小兒科的醫生。擁有「難攻不落的皇帝」的別名。因為醫生的關係，最先發現立花是女生的人。漫畫中，也在TGC一戰內以此牽制住了立花，讓赤羽市有機會射中她。表面看起來很溫柔，但其實個性非常扭曲。原本和松岡為同一生存遊戲隊伍，後來因「覺得厭煩」而提出解散。真實原因其實是覺得松岡跟自己一起會沒辦法進步。和松岡一樣沒有取名天份。名字是從「浅井長政」來的。
藤本高虎（聲：木村良平）
身高：188cm、體重：82kg、生日：11月11日、星座：天蠍座、血型：A型、配槍: 迷你機槍（機關槍）
暱稱是「ふじもん」。「星白」的成員，擁有「擊滅王」的別名。平常時是敬愛綠的實習醫生。喜歡被綠撫摸或是教訓。剛接觸生存遊戲時，因為龐大的身軀而接連被發現，後來使用綠贈與的迷你機槍後，而找到自己的戰鬥方式。名字是從「藤堂高虎」來的。
赤羽市（聲：喜多村英梨）
身高：150cm、體重：42kg、生日：10月10日、星座：天秤座、血型：O型、配槍：PSG1（狙擊槍）
星白的成員，隊伍中主要狙擊手。擁有「鷹眼」的別名。平時是看護師。很討厭高虎，常詛咒他不如死一死比較好。從小就沒有朋友，後再玩生存遊戲時遇到綠，第一次感受到擁有朋友。喜歡綠。名字是從「織田市」來的。
細川春花
身高：174cm、體重：57kg、生日：3月3日、星座：雙魚座、血型：B型、槍支：搭載M320A1榴彈發射器的SCAR HEAVY（和細川春樹一樣）
星白的成員。擁有「滲透狂氣的冰劍」的別名。在星白醫院擔任醫生。春樹的雙胞胎弟弟，兄控，曾因為袒護哥哥而被父親責備。討厭綠。因為自己在各方面傑出而甚至在生存遊戲裡贏了春樹而被避而不見感到痛苦。

### 社畜隊
相樂華子（聲：植田佳奈）
社畜隊的隊長。和立花在定期會議上相遇的女性生存遊戲玩家。周圍的人因仰慕而稱「相樂隊長」。平常時為OL、與同一個公司身為上司的油川恵、部下的河本三木三郎也會參加定期會議。被油川恵、河本三木三郎暗戀。曾以為立花是男生而喜歡上她，告白後被拒絕，經眾人解釋後解開誤會。
油川恵
社畜隊的成員。相樂的上司。暗戀相樂。
河本三木三郎
社畜隊的成員。相樂的部下。暗戀相樂。

### 九尾
少數不用任何槍械，只用刀和肉搏作戰的隊伍。
西信長
「九尾」隊長。常穿校服，常在作戰時戴着的白狐面具。
喜多蘭丸
「九尾」成員，喜歡女裝，常穿女裝去玩生存遊戲。喜欢松岡正宗。
南沈秀
「九尾」成員。

### 其他
宇佐木歲三（聲：稻田徹）
生存遊戲商店「ECHIZEN」的店長，常被以為是守門人，跟龜梨總司曾在同一生存遊戲隊伍，有個可愛的女兒。名字是從「土方歳三」來的。
龜梨總司（聲：東地宏樹）
生存遊戲大會TGC的主辦者，和宇佐木歲三曾在同一個生存遊戲隊伍，似乎很崇拜他。名字是從「沖田総司」來的。
矢島鼎（聲：堀江由衣）
跟立花同一個高中的朋友。和立花開始接觸生存遊戲具有極大原因的人物。因為她讓螢請她吃午飯，而讓螢誤認為是正宗誘騙女高中生錢財。實際上是鼎對政宗一見鍾情，卻在牛郎店被正宗一眼識破是女高中生，而請她離開，一怒之下去餐廳大吃特吃，所以才沒錢。

## 出版書籍
| 集數 | 史克威尔艾尼克斯 | 史克威尔艾尼克斯                                        | 東立出版社     | 東立出版社             | 文化傳信      | 文化傳信               |
| 集數 | 發售日期         | ISBN                                                    | 發售日期       | ISBN                   | 發售日期      | ISBN                   |
| ---- | ---------------- | ------------------------------------------------------- | -------------- | ---------------------- | ------------- | ---------------------- |
| 1    | 2013年7月27日    | ISBN 978-4-7575-4020-0                                  | 2016年1月13日  | ISBN 978-986-462-638-0 | 2016年3月21日 | ISBN 978-988-8320-52-3 |
| 2    | 2013年7月27日    | ISBN 978-4-7575-4021-7                                  | 2016年3月9日   | ISBN 978-986-462-639-7 | 2016年3月21日 | ISBN 978-988-8320-53-0 |
| 3    | 2013年11月27日   | ISBN 978-4-7575-4152-8                                  | 2016年4月25日  | ISBN 978-986-462-640-3 | 2016年6月18日 | ISBN 978-988-8320-54-7 |
| 4    | 2014年4月26日    | ISBN 978-4-7575-4298-3                                  | 2016年6月7日   | ISBN 978-986-462-641-0 | 2016年6月18日 | ISBN 978-988-8320-55-4 |
| 5    | 2014年9月27日    | ISBN 978-4-7575-4431-4                                  | 2016年7月14日  | ISBN 978-986-462-642-7 |               |                        |
| 6    | 2015年2月27日    | ISBN 978-4-7575-4574-8                                  | 2016年10月4日  | ISBN 978-986-462-643-4 |               |                        |
| 7    | 2015年6月27日    | ISBN 978-4-7575-4680-6                                  | 2017年1月17日  | ISBN 978-986-462-644-1 |               |                        |
| 8    | 2015年10月27日   | ISBN 978-4-7575-4784-1                                  | 2017年4月19日  | ISBN 978-986-462-645-8 |               |                        |
| 9    | 2016年3月26日    | ISBN 978-4-7575-4936-4                                  | 2017年6月19日  | ISBN 978-986-470-243-5 |               |                        |
| 10   | 2016年8月27日    | ISBN 978-4-7575-5037-7 ISBN 978-4-7575-5038-4（特裝版） | 2017年11月20日 | ISBN 978-986-470-880-2 |               |                        |
| 11   | 2017年4月27日    | ISBN 978-4-7575-5337-8                                  |                |                        |               |                        |
| 12   | 2017年7月27日    | ISBN 978-4-7575-5424-5                                  |                |                        |               |                        |
| 13   | 2017年12月27日   | ISBN 978-4-7575-5571-6                                  |                |                        |               |                        |
| 14   | 2018年4月27日    | ISBN 978-4-7575-5704-8                                  |                |                        |               |                        |
| 15   | 2018年9月27日    | ISBN 978-4-7575-5863-2                                  |                |                        |               |                        |
| 16   | 2019年5月27日    | ISBN 978-4-7575-6141-0                                  |                |                        |               |                        |
| 17   | 2019年9月27日    | ISBN 978-4-7575-6320-9                                  |                |                        |               |                        |
| 18   | 2019年9月27日    | ISBN 978-4-7575-6321-6                                  |                |                        |               |                        |

導讀手冊
| 卷數             | 史克威爾艾尼克斯 | 史克威爾艾尼克斯       |
| 卷數             | 發售日期         | ISBN                   |
| ---------------- | ---------------- | ---------------------- |
| 7.5              | 2015年9月26日    | ISBN 978-4-7575-4751-3 |
| 18.5 Last Combat | 2019年9月27日    | ISBN 978-4-7575-6276-9 |

## 電視動畫
2015年7月開始在TBS、MBS、CBC、TUT、BS-TBS、TBS頻道1放送。

### 製作人員
- 原作：NAOE（連載「月刊GFantasy」SQUARE ENIX刊）
- 監督：中野英明
- 系列構成、劇本：古怒田健志
- 人物設定、總作畫監督：山中純子
- 副人物設計：小林利充
- 道具設計：杉村友和
- 美術監督：黛昌樹
- 色彩設計：加藤里惠
- 動作作畫監督：才木康寬
- 監修：更一燈
- 攝影監督：淺川茂輝
- 編集：木村佳史子
- 音響監督：中野徹
- 音樂：橘麻美
- 音樂製作：STARCHILD
- 動畫製作：Brain's Base
- 製作：青春×機關鎗製作委員會、TBS

### 主題曲
片頭曲「The Bravest Destiny」
作詞、作曲：James Panda Jr.，編曲：大島賢治、James Panda Jr.
主唱：トイ☆ガンガン（前野智昭、松岡禎丞、小松未可子）
片尾曲

作詞、主唱：小松未可子，作曲、編曲：i-dep
（第8話）
作詞、作曲、編曲：i-dep，主唱：小松未可子
插入曲
「Trouble shooting」（第8話）
作詞、作曲、編曲：SiN，主唱：小松未可子
（第12話）
作詞、作曲、編曲：i-dep，主唱：小松未可子

### 各話列表
| 話數            | 日文標題   | 中文標題                 | 分鏡              | 演出                | 作畫監督                                       |
| --------------- | ---------- | ------------------------ | ----------------- | ------------------- | ---------------------------------------------- |
| 第1話           |            | 來進行不死的殺戮吧       | 中野英明          | 中野英明 宮西哲也   | 小林利充、梶浦紳一郎                           |
| 第2話           |            | 我說過我不需要同伴的吧？ | 川口敬一郎        | 佐佐木勅嘉 宮西哲也 | 小川浩司                                       |
| 第3話           |            | 因為要成為你最強的戰友啊 | 德本善信          | 德本善信            | 黑岩園加、櫻井拓郎 白川茉莉                    |
| 第4話           |            | 這傢伙不適合那場大會啊   | 小林純彌          | 小林純彌            | 伊藤美奈                                       |
| 第5話           |            | 我不想離開這個隊伍       | 中野英明          | 奧野浩行            | 梶浦紳一郎、小林利充                           |
| 第6話           | 嵐が、来る | 暴風雨，到來             | 吉川博明          | 小柴純彌            | 小川浩司、飯飼一幸 小林利充                    |
| 第7話           |            | 這份希望還是早早破壞掉吧 | 宮西哲也          | 宮西哲也            | 櫻井拓郎、白川茉莉 椎田竹若、南伸一郎          |
| 第8話           |            | 此刻、支配你心之物       | 德本善信          | 德本善信            | 伊藤美奈、奧野浩行                             |
| 第9話           |            | 所以我很帥！             | 小柴純彌          | 小柴純彌            | 梶浦紳一郎、飯飼一幸                           |
| 第10話          |            | 想和這些人一起戰鬥！     | 宮西哲也          | 宮西哲也            | 小川浩司・小林利充                             |
| 第11話          |            | 來做點 好玩的事吧        | 更一燈 德本善信   | 德本善信            | 櫻井拓郎、白川茉莉 椎田竹若、今泉竜太 南伸一郎 |
| 第12話          |            | 此處絕不退讓！           | 中野英明          | 奧野浩行 宮西哲也   | 飯飼一幸、伊藤美奈                             |
| 第13話 （TVSP） |            | 這是野獸們的戰場！       | 小柴純彌 中野英明 | 小柴純彌            | 梶浦紳一郎、小林利充 伊藤美奈                  |

### 播放電視台
日本深夜動畫：下文記載的日本国内播放時間使用日本標準時間（UTC+9）表示。因為部分時間标识會採用30小时制，因此請留意这类超过24:00的时间，其實際播放時間為翌日清晨。
| 播放地區   | 播放電視台    | 播放日期               | 播放時間（UTC+9）         | 所屬聯播網 | 備註          |
| ---------- | ------------- | ---------------------- | ------------------------- | ---------- | ------------- |
| 近畿廣域圈 | TBS電視台     | 2015年7月2日－9月17日  | 星期四 25時46分－26時16分 | 日本新聞網 | 製作局        |
| 中京廣域圈 | CBC電視台     | 2015年7月2日－9月17日  | 星期四 26時47分－27時17分 | 日本新聞網 |               |
| 富山縣     | 鬱金香電視台  | 2015年7月5日－9月20日  | 星期日 25時20分－25時50分 | 日本新聞網 |               |
| 近畿廣域圈 | 每日放送      | 2015年7月7日－9月22日  | 星期二 27時30分－28時00分 | 日本新聞網 | 動畫特區第3部 |
| 日本全國   | BS-TBS        | 2015年7月11日－9月26日 | 星期六 25時00分－25時30分 | 衛星電視   |               |
| 日本全國   | NICONICO頻道  | 2015年7月13日－9月28日 | 星期一 12時00分 更新      | 網絡電視   |               |
| 日本全國   | NICONICO直播  | 2015年7月13日－9月28日 | 星期一 23時00分－23時30分 | 網絡電視   |               |
| 日本全國   | 萬代頻道      | 2015年7月16日－10月1日 | 星期四 12時00分 更新      | 網絡電視   |               |
| 日本全國   | GYAO!         | 2015年7月16日－10月1日 | 星期四 12時00分 更新      | 網絡電視   |               |
| 日本全國   | TBS Channel 1 | 2015年7月19日－10月4日 | 星期日 25時00分－25時30分 | 衛星電視   |               |
| 特別篇     |               |                        |                           |            |               |
| 近畿廣域圈 | TBS電視台     | 2015年12月24日         | 星期四 26時06分－26時36分 | 日本新聞網 | 製作局        |
| 中京廣域圈 | CBC電視台     | 2015年12月24日         | 星期四 27時00分－27時30分 | 日本新聞網 |               |
| 日本全國   | BS-TBS        | 2015年12月26日         | 星期六 25時00分－25時30分 | 衛星電視   |               |

## 外部連結
- 青春×機關鎗動畫官網 （页面存档备份，存于）（日語）
- 青春×機關鎗動画的X（前Twitter）（日語）
- 月刊GFantasy官網 （页面存档备份，存于）（日語）
- 青春×機關鎗漫畫作品介紹 （页面存档备份，存于）（日語）